# Koninkrijk Mysore
Het koninkrijk Mysore (Kannada: ಮೈಸೂರು ಸಾಮ್ರಾಜ್ಯ) was een koninkrijk in Zuidwest-India dat rond 1400 werd gesticht in de stad Mysore. Na een reeks oorlogen met de Britten ging het koninkrijk in 1799 op als vorstenland in Brits-Indië. Bij de onafhankelijkheid van India in 1947 werd het een deelstaat van de republiek India, in 1973 hernoemd tot Karnataka.

## Politieke geschiedenis

### Wodeyardynastie
Mysore werd in de 16e en 17e eeuw geregeerd door de Wodeyardynastie. De radja's uit deze dynastie waren vazallen van het Vijayanagararijk tot de val van Vijayanagara in 1565. Op dat moment heerste de heerser van Mysore over 33 dorpen. Hij bezat een leger van 300 man. De oudste inscriptie waarin de Wodeyars vookomen komt uit de tijd van Achyuta Deva Raya van Vijayanagara (1529-1542). Vanaf Chamaraja IV weigerden de Wodeyars belasting over te dragen aan Vijayanagara, maar in naam bleven ze de nominale heersers van Vijanagara in Chandragiri als meerderen erkennen. 
Raja Wodeyar I breidde zijn macht uit over Srirangapatna en Channapatna, waarmee Mysore voor het eerst een regionale macht van betekenis werd. In de 17e eeuw kwam Mysore daardoor in conflict met het sultanaat Bijapur. De sultan van Bijapur belegerde Srirangapatna in 1638, maar werd verdreven. Een decennium later werd Srirangapatna opnieuw belegerd door Shivappa Niyaka, de Nayakaheerser van Keladi, maar ook deze was gedwongen zich terug te trekken nadat een ziekte onder zijn troepen uitbrak. Onder de radja's Narasaraja Wodeyar en Dodda Devaraja Wodeyar volgde verdere gebiedsuitbreiding richting het Tamil-gebied in het zuidoosten, waarbij Dharmapuri en Erode veroverd werden.
Het toppunt van de macht van de Wodeyars werd bereikt onder Chikka Devaraja (1672-1704). In deze periode vielen zowel de Mogols als Maratha's het zuiden van India binnen. Chikka Devaraja breidde het gebied van Mysore aanzienlijk uit door zich met de Mogols te alliëren. Hij voegde Salem en Bangalore in het oosten, Hassan in het westen, Chikkamagaluru en Tumkur in het noorden en Coimbatore in het zuiden toe aan zijn rijk, dat nu een groot aaneengesloten gebied tussen de kustvlakte van de Carnatic in het oosten en de West-Ghats in het westen besloeg. In ruil werd geregeld tribuut aan de Mogols overgedragen, waardoor Mysore voor de Mogols het midden had tussen een vazal en bondgenoot. Pogingen toegang tot de havens aan de Arabische Zee te verkrijgen brachten Chikka Devaraja in conflict met de Nayaka's van Keladi en de radja's van Kodagu.
Het centrale gezag in het Mogolrijk raakte aan het begin van de 18e eeuw in verval en onder Kanthirava Narasaraja II (1704-1714) en Krishnaraja Wodeyar I droegen de Wodeyars tribuut over aan de nawab van Arcot, in naam een vertegenwoordiger van de Mogolkeizer. Het conflict met Kodagu werd zonder veel resultaat voortgezet. Onder Chamaraja Wodeyar VII viel de macht in handen van twee ministers, de broers Nanjaraja en Devaraja. De broers bleven voor drie decennia aan de macht, waarbij de Wodeyars als marionetten aanbleven.

### Gebiedsuitbreiding onder Haider Ali
Als vazal van de Mogols was Mysore een doelwit voor de Maratha's, die in 1758 Bangalore belegerden, maar werden verslagen door de militaire bevelhebber Haider Ali, een islamitisch militair avonturier wiens voorouders de sultans van Bijapur hadden gediend. Dankzij zijn militaire successen en het vertrek van Franse huurlingen steeg Haider Ali's aanzien. In 1761 zette hij de broers Najaraja en Devaraja af en riep zichzelf uit tot sultan van Mysore, hoewel de machteloze Wodeyars in naam aanbleven.
Haider Ali was ongeletterd, maar een vaardig militair en hij bleek een capabel bestuurder. Hij nam Franse deserteurs in dienst en liet die zijn leger trainen. In een serie militaire campagnes maakte hij zich meester over het grootste deel van Zuid-India. Belangrijk was de inname van de West-Ghats en de westelijke Malabarkust (gebied dat overeenkomt met de tegenwoordige Indiase deelstaat Kerala), omdat het Mysore controle over de lucratieve peper- en cardamomproductie gaf. Aan de basis van Haiders militaire succes lag een grondige hervorming van het bestuur. Door de tussenpersonen in de belastinginning uit de schakelen en alle lenen in te trekken vergrootte Haider Ali de belastingopbrengst en kon hij zijn troepen op geregelde tijden een goed soldij betalen.
In de Derde Oorlog om de Carnatic kwam Haider Ali tijdens het Beleg van Pondicherry de Fransen te hulp door met zijn lichte cavalerie door de Britse linies heen te breken. Onenigheid met de Franse bevelhebber de Lally deden hem besluiten zich weer terug te trekken, maar de campagne gaf Haider Ali ervaring in de moderne Europese strijdtactieken.

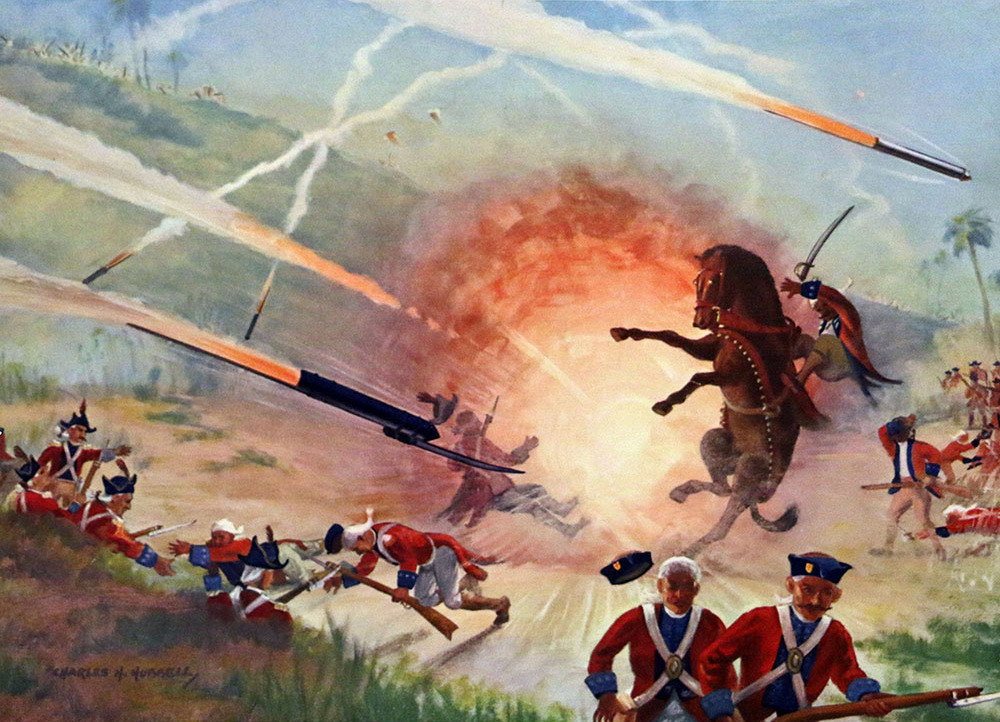
Britse troepen worden bestookt met raketwapens tijdens de Slag bij Guntur, afbeelding door Charles Hubbell. Onder Tipu Sultan pionierde Mysore met de inzet van raketten in de oorlogsvoering. De technologie werd later door de Britten en Fransen overgenomen.

### Modernisering
Haider Ali en zijn zoon en opvolger Tipu Sultan (1784-1799) begrepen dat de handel aan de basis van de macht van de Europese mercantilisten lag en probeerden de Europese structuren te kopiëren. Tipu ging in het moderniseren van de economie en het bestuur nog verder dan zijn vader. Net als de Europeanen streefde hij daarbij naar een monopolie van de staat op de handel, gecombineerd met een agressieve expansiepolitiek. De staat probeerde zo direct mogelijk controle over de inkomsten te verkrijgen, tot het niveau van de individuele boeren en handelaren. 
Tipu Sultan liet op zijn grondgebied factorijen bouwen voor de productie van papier, suiker en gereedschappen. Plantages werden aangelegd en er werd geëxperimenteerd met nieuwe, uit andere werelddelen geïmporteerde gewassen. Zo was Tipu verantwoordelijk voor de introductie van zijde in Mysore. Mysore was volledig zelfvoorzienend in de vervaardiging van wapens en buskruit, en liep in de ontwikkeling van rakettechnologie voor op de Europeanen.
Tipu richtte naar het voorbeeld van de Europese machten een handelscompagnie op, die overzeese handelsposten en factorijen stichtte. Hij zond verzoeken dergelijke handelsposten op te richten op het grondgebied van de Birmese koning van Pegu en de Ottomaanse sultan. Dankzij de controle van de westkust kon Mysore specerijen en textiel exporteren zonder gebruik te maken van Europese of Arabische tussenhandelaren. Uit het Midden-Oosten werden paarden geïmporteerd, waardoor Mysore over de beste cavalerie van India beschikte.
Haider en Tipu wantrouwden huurlingen en handelaren die met de Europeanen samenwerkten. Tipu liet hindoeïstische en christelijke handelaren die de Britten gediend hadden vervolgen, wat door de Britten als propaganda gebruikt werd. Er was echter geen sprake van systematische religieuze intolerantie. De grotendeels hindoeïstische bevolking werd ongemoeid gelaten en hindoes konden belangrijke functies binnen het bestuur bezetten. De belastingen konden dankzij de efficiënte inning laag gehouden worden en de bevolking lijkt welvarend en tevreden te zijn geweest.

### Oorlogen met de Britten
Mysore vormde een serieuze bedreiging voor de koloniale ambities van de Britten, die na hun overwinning op de Fransen in de oorlogen om de Carnatic (1744-1763) de belangrijkste Europese macht in India waren. Mysore's controle op de specerijenhandel langs de Malabarkust was een doorn in het oog van de Britten.

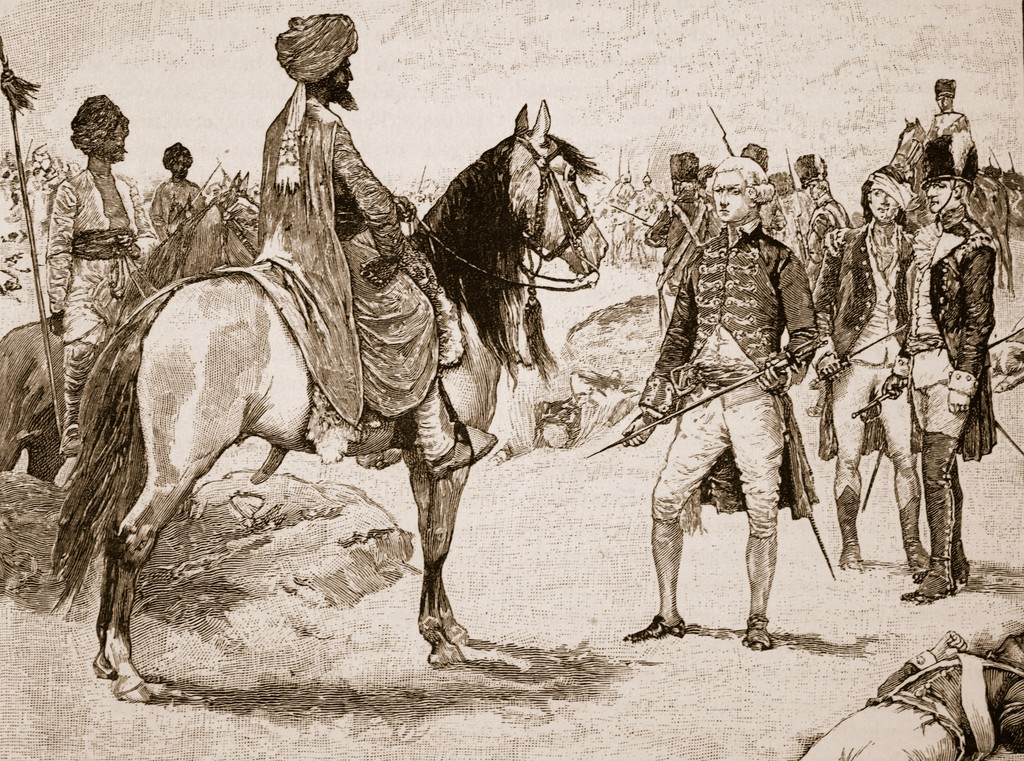
De Britse kolonel William Baillie geeft zich na de slag bij Polilur over aan Haider Ali. Tekening uit Cassell's Illustrated History of England (1890).

In tegenstelling tot andere inheemse staten had Mysore een goed uitgerust leger dat getraind was in moderne oorlogsvoering. Mysore voerde tussen 1767 en 1799 viermaal oorlog met de Britten, aanvankelijk met succes. In de Eerste Oorlog tussen Mysore en de Britten (1767-1769) vielen de Britten en hun bondgenoot, de nizam van Haiderabad, Mysore binnen. Haider Ali overtuigde de nizam echter naar zijn zijde over te lopen en draaide de rollen om. Zijn troepen trokken zonder veel tegenstand te ontmoeten door de door de Britten beheerste Carnatic en bedreigden een paar maal Madras. De oorlog kwam ten einde met een voor Haider gunstig verdrag, waarin de Britten hem steun toezegden wanneer hij door een externe vijand zou worden aangevallen. Een jaar later (1770) vielen de Maratha's Mysore binnen en belegerden Srirangapatna, maar de Britten kwamen Haider niet te hulp. De Maratha's werden teruggedreven en Haider ontwikkelde een sterke persoonlijke afkeer van de Britten. Vanaf dat moment was zijn streven de Britten uit India te verdrijven.
Na een decennium voorbereiding viel Haider Ali in 1780 de Carnatic binnen, wat de Tweede Oorlog tussen Mysore en de Britten inluidde. Haider had van Frankrijk extra troepen ter beschikking gesteld gekregen en veroverde een groot deel van de Carnatic. De Britse troepen onder Hector Munro leden bij Polilur een verpletterende nederlaag. De Britten brachten Haiders opmars tot staan toen luitenant-generaal Eyre Coote met versterkingen uit Bengalen arriveerde, waarna de partijen nog drie jaar zonder noemenswaardige terreinwinst doorvochten. Met de vrede van Mangalore sloot Tipu Sultan, die zijn vader in 1782 opvolgde, opnieuw een voor Mysore gunstig verdrag. De kans om de Britten compleet uit het zuiden van India te verjagen leek echter verkeken. Tipu weet dit aan zijn Franse bondgenoten, die zich in 1783 terugtrokken toen in Europa de Vrede van Versailles werd gesloten.

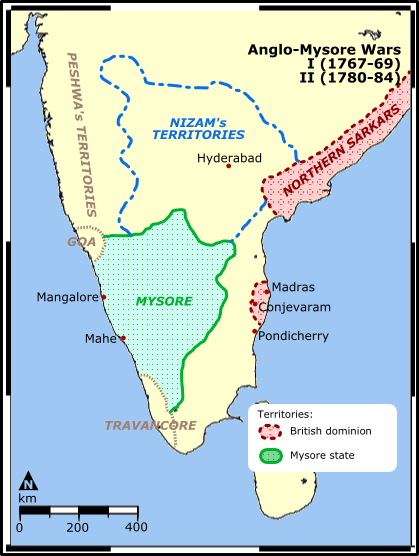
Belangrijkste staten in het zuiden van India tussen 1760-1780. Mysore is groen; de Britse bezittingen zijn rood aangegeven.

Tipu besloot nu direct contact met de Franse regering aan te knopen. In 1787 zond Mysore daarom ambassadeurs naar het hof van Lodewijk XVI, die ze met veel pracht en praal ontving. Wegens het uitbreken van de Franse Revolutie een jaar later zou nieuwe Franse steun echter uitblijven. Een vergelijkbare ambassade bezocht in 1785 het hof van de Ottomaanse kalief in Constantinopel. Tipu wees erop dat het Britse expansionisme de islamitische heerschappij over India in gevaar bracht en verzocht de kalief om steun. Omdat het bestuur van Mysore zelf grotendeels in handen van hindoeïstische en christelijke beambten lag, schrok Tipu er desondanks voor terug een heilige oorlog tegen de Britten uit te roepen.
In 1786 werd een nieuwe Britse gouverneur-generaal benoemd, Lord Cornwallis. Cornwallis was vastberaden de macht van Tipu te verbreken, en smeedde een brede coalitie met de nizam van Haiderabad en de Maratha's. Als casus belli werd in 1790 Tipu's aanval tegen de Britse bondgenoot Travancore aangegrepen om Mysore binnen te vallen. Cornwallis liet Bangalore bestormen en belegerde Tipu daarna een jaar lang in Srirangapatna voordat de laatste zich over gaf. Tipu zegde grote herstelbetalingen toe en moest een groot deel van zijn grondgebied opgeven. Het verdrag betekende het einde van de macht van Mysore en luidde het begin van Britse territoriale heerschappij over het zuiden van India in.
Tipu wist de herstelbetalingen snel te voldoen, en bleef pogen steun van de Fransen te verwerven. Hij stichtte zelfs een jacobijnenclub in Mysore, waarvan de leden hem als "citoyen Tipu" mochten aanspreken. In werkelijkheid was Mysore na het verlies van 1792 echter niet meer in staat om het de Britten lastig te maken. De Vierde Oorlog tussen Mysore en de Britten in 1799 kwam dan ook eenzijdig voort uit Britse agressie. Opnieuw was de aanleiding de benoeming van een nieuwe gouverneur-generaal, de imperialistische markies Wellesley, die de Britse heerschappij over heel India uit wilde breiden. Toen Napoleon tijdens zijn Expeditie naar Egypte aangaf door te willen stoten om India aan de Britten te ontfutselen, en Tipu in het geheim met de Fransen in contact bleek te staan, stelde Wellesley een grote invasiemacht samen, waarvan zijn jongere broer Arthur, de latere hertog van Wellington een van de aanvoerders was. De campagne was vooral logistiek opmerkelijk, want de strijd zelf duurde kort. Na een kort beleg werd Srirangapatna bestormd en ingenomen. Tipu Sultan bevond zich onder de gesneuvelden.

### Vorstenstaat in Brits-Indië
Na de nederlaag in de vierde oorlog annexeerden de Britten een groot deel van Mysore. De staat werd een vorstenland binnen Brits-Indië en de Wodeyardynastie werd hersteld. In 1830 werd de hoofdstad verplaatst naar Bangalore. Bij de onafhankelijkheid van India in 1947 gingen alle prinsdommen, waaronder Mysore, op in de republiek India. Mysore werd een deelstaat, die na de reorganisatie van de staten in 1956 werd vergroot en in 1973 werd hernoemd tot Karnataka. De laatste koning, Jayachamaraja Wodeyar Bahadur, werd de eerste gouverneur van Mysore. 